# Шанчэн (Чжэцзян)
Шанчэ́н (кит. упр. 上城, пиньинь Shàngchéng, буквально: «верхний город») — район городского подчинения города субпровинциального значения Ханчжоу провинции Чжэцзян (КНР).

## История
В имперское время эти земли входили в состав уездов Цяньтан (钱塘县) и Жэньхэ (仁和县). После образования Китайской Республики был создан уезд Хансянь (杭县). В 1927 году урбанизированная часть уезда Хансянь была выделена в отдельный город Ханчжоу.
Когда в мае 1949 года Ханчжоу был занят войсками коммунистов, то район № 1 был переименован в Шанчэн, район № 2 — в Чжунчэн (中城区, «Центр города»), район № 4 — в Цзянгань. В ноябре 1952 года часть района Шанчэн была передана в состав района Цзянгань. В июне 1957 года был расформирован район Чжунчэн, и 5 уличных комитетов перешло в состав района Шанчэн.
В годы культурной революции район Шанчэн был 30 апреля 1960 года преобразован в коммуну, но уже в октябре 1961 года вновь стал районом. В декабре 1963 года уличный комитет Хуанхэ был передан из состава района Цзянгань в состав района Шанчэн.
В 1997 году район Шанчэн в очередной раз расширился, и в его составе стало 11 уличных комитетов. После реформы 1999 года уличных комитетов в его составе стало 9, а после реформы 2003 года старые 9 уличных комитетов превратились в 6 новых.

## Административное деление
Район делится на 6 уличных комитетов.